# Dariusz Piątek
Dariusz Piątek (ur. 20 sierpnia 1971 w Radomiu) – polski polityk, urzędnik państwowy i samorządowy, w latach 2007–2015 wicewojewoda mazowiecki.

## Życiorys
W 1996 ukończył studia w Wyższej Szkole Inżynierskiej w Radomiu, uzyskując tytuł zawodowy magistra inżyniera. Następnie był słuchaczem Europejskiego Studium Finansowania Inwestycji Samorządu Terytorialnego. Ukończył szkolenia m.in. z zakresu administracji regionalnej i funduszy Unii Europejskiej.
Od końca lat 90. pracował w starostwie powiatowym w Radomiu, od 2002 pełnił funkcję sekretarza powiatu radomskiego. Podczas swojej pracy w starostwie był odpowiedzialny m.in. za wdrożenie systemu zarządzania jakością ISO 9001, wdrożenie elektronicznego obiegu dokumentów i obsługi interesantów.
27 grudnia 2007 został powołany z rekomendacji Polskiego Stronnictwa Ludowego na stanowisko pierwszego wicewojewody mazowieckiego, odpowiedzialnego za nadzór m.in. nad Wojewódzkim Inspektoratem Ochrony Środowiska, Wojewódzkim Inspektoratem Weterynarii czy Wojewódzkim Inspektoratem Nadzoru Budowlanego, a także koordynację działalności Wydziałów Infrastruktury, Środowiska i Rolnictwa, Zarządzania Funduszami Europejskimi oraz Wojewódzkiego Konserwatora Przyrody. Objął też funkcję przewodniczącego Komitetu Ochrony Pamięci Walk i Męczeństwa Województwa Mazowieckiego oraz członka prezydium zarządu oddziału wojewódzkiego Związku Ochotniczych Straży Pożarnych RP Województwa Mazowieckiego.
Z listy PSL kandydował do Sejmu w 2011 i 2015, a także do sejmiku mazowieckiego w 2010 i 2014.
10 grudnia 2015 odwołany ze stanowiska wicewojewody mazowieckiego. 1 lutego 2016 powołany przez zarząd województwa mazowieckiego na funkcję dyrektora Wojewódzkiego Ośrodka Ruchu Drogowego w Radomiu. W wyborach w 2018 został wybrany na urząd burmistrza Skaryszewa. W 2024 bez powodzenia ubiegał się o reelekcję.